# 小果冬青
小果冬青（学名：Ilex micrococca）是冬青科冬青属的植物。分布在越南、日本、台湾岛以及中国大陆的湖北、安徽、四川、湖南、福建、海南、贵州、浙江、广东、云南、江西、广西等地，生长于海拔500米至1,300米的地区，常生长在山地常绿阔叶林内，目前已由人工引种栽培。

## 别名
细果冬青（海南植物志），球果冬青（峨眉山植物图志）

## 异名
- Ilex micrococca Maxim. f. pilosa S. Y. Hu
- Ilex micrococca Maxim. var. trichophylla Loes.